# Chặng đua MotoGP Algarve
Chặng đua MotoGP Algarve (tên chính thức Grande Prémio do Algarve) là một chặng đua thuộc giải đua xe MotoGP được tổ chức trong năm 2021 ở trường đua Algarve International, Bồ Đào Nha. Chặng đua này bao gồm ba thể thức là MotoGP, Moto2, Moto3.

## Lịch sử
Ở mùa giải MotoGP 2021 do ảnh hưởng của đại dịch COVID-19 nên ban tổ chức MotoGP đã cho phép trường đua Algarve tổ chức chặng đua thứ hai, lấy tên là chặng đua MotoGP Algarve bên cạnh chặng đua MotoGP Bồ Đào Nha. Tay đua của đội Ducati, Francesco Bagnaia là người chiến thắng chặng đua này.

## Kết quả theo năm
| Năm  | Trường đua | Moto3        | Moto3 | Moto2        | Moto2 | MotoGP            | MotoGP | Chi tiết |
| Năm  | Trường đua | Tay đua      | Xưởng | Tay đua      | Xưởng | Tay đua           | Xưởng  | Chi tiết |
| ---- | ---------- | ------------ | ----- | ------------ | ----- | ----------------- | ------ | -------- |
| 2021 | Algarve    | Pedro Acosta | KTM   | Remy Gardner | Kalex | Francesco Bagnaia | Ducati | Chi tiết |